# 이동꿈틀도서관
이동꿈틀도서관은 경기도 용인시의 도서관이다.

## 연혁
- 2017.05.23. 이동꿈틀도서관 개관
- 2017.07.10. 도서관사업소 신설
- 2017.08. 희망도서 바로대출제 통합관리시스템 특허 등록
- 2017.09. 제1회 용인시 전국 독서감상문 대회 개최
- 2017.10. 희망도서 바로대출제 제5회 대한민국 지방자치박람회 최우수 행정서비스 선정
- 2017.10.14. 경기 다독다독 축제 개최
- 2018.01. 문학자판기 서비스 운영

## 시설 현황
- 1층: 제1자료실(유아방)
- 2층: 제2자료실(세미나실)
- 3층: 일반열람실

## 이용 안내
이용 시간
- 열람실: 매일 09:00~22:00
- 제1종합자료실 및 제2종합자료실: 화~금요일 09:00~18:00 / 토·일요일 09:00~17:00

휴관일
- 매주 월요일
- 법정 공휴일
- 공휴일과 겹친 토·일 휴관(전체휴관)
- 임시휴관일: 도서관의 특별한 사정으로 인한 휴관